# زمانی برای کشتن (فیلم ۱۹۴۲)
زمانی برای کشتن (انگلیسی: Time to Kill) فیلمی در ژانر معمایی و درام به کارگردانی هربرت آی. لیدز است که در سال ۱۹۴۲ منتشر شد.

## بازیگران
- لوید نولان
- هدر آنجل
- رالف برد
- دیک لین
- شیلا براملی
- اثل گریفیس